# Konviktus
A konviktus (latinul convictorium) egyetemi vagy középiskolai diákotthon régebb használatos megnevezése. Konviktusok elsősorban egyházi oktatási intézmények mellett létesültek, ahol a diákok közösen laktak és étkeztek és tanulmányi felügyeletet kaptak. Magyarországon a kálvinista egyetemeken a köztartás felelt meg ennek, ahol a tanulók csekély díjért ebédet kaptak. Állami internátusokban a konviktust vagy alapítványi díjért, vagy ösztöndíjjal vagy bizonyos meghatározott összegért élvezhették a rászoruló tanulók. Híresebb konviktus a jezsuiták kalocsai konviktusa, melybe a legelőkelőbb családok küldték gyermekeiket.